# Памятник Глинке (Санкт-Петербург)
Памятник М. И. Глинке — скульптурный памятник выдающемуся русскому композитору М. И. Глинке. Установлен в 1906 году в Санкт-Петербурге на Театральной площади у здания Ленинградской консерватории. Авторы памятника скульптор Р. Р. Бах и архитектор А. Р. Бах. Памятник является объектом культурного наследия федерального значения.

## История
В 1901 году, в связи с грядущим столетием со дня рождения М. И. Глинки (1804—1857), Русское музыкальное общество выступило с инициативой создания памятника композитору. Для сбора средств на сооружение памятника было проведено множество концертов и спектаклей. В итоге было собрано 106 788 рублей 14 1/2 копейки.
В 1902 году был объявлен конкурс проектов памятника. В нём приняли участие 22 скульптора, среди которых А. Л. Обер, И. Я. Гинцбург, Л. А. Бернштам и Р. Р. Бах. Весной 1903 года были подведены итоги конкурса. Была утверждена модель Р. Р. Баха, который получил заказ на исполнение памятника. Для работы над архитектурной частью памятника он пригласил своего брата А. Р. Баха.
26 февраля 1903 года Городская Дума утвердила место для установки памятника: пересечение улицы Глинки и Театральной площади. Выбор места был продиктован тем, что в расположенном там здании Большого Каменного театра (ныне Консерватория) 27 ноября (9 декабря) 1836 года состоялась премьера оперы М. И. Глинки «Жизнь за царя» («Иван Сусанин»), а через шесть лет — 27 ноября (9 декабря) 1842 года — оперы «Руслан и Людмила».
20 мая 1903 года состоялась закладка памятника. Гранитный постамент был выполнен фирмой Кол и Дюрер, а скульптура была отлита бронзолитейным заводом А. Морана. Торжественное открытие памятника состоялось 3 февраля 1906 года. На церемонии открытия была исполнена кантата М. А. Балакирева, специально написанная по этому случаю.
В 1925 году во время перепланировки площади памятник был разобран. В 1926 году было принято решение восстановить памятник с южной стороны здания Консерватории. При этом бронзовые канделябры восстановлены не были, поскольку были признаны несоответствующими художественному решению памятника. В 1944 году на заводе «Монументскульптура» проводилась реставрация памятника.

## Описание
М. И. Глинка изображён в полный рост. Он стоит на гранитном постаменте с бронзовой лавровой ветвью. В книге «Скульптура Ленинграда» 1963 года отмечалось низкое художественное исполнение памятника, а образ композитора назывался лишённым глубины.